# Chuck Leavell
Charles Alfred «Chuck» Leavell (Birmingham, Alabama, Estados Unidos, 28 de abril de 1952) es un músico estadounidense, miembro de The Allman Brothers Band durante la cumbre de su popularidad en los años 70, miembro fundador de la banda de rock de jazz Sea Level, músico de sesión, tecladista y director musical  de The Rolling Stones desde 1982. Ha girado y grabado con artistas como Eric Clapton, George Harrison, Gov't Mule, John Mayer y David Gilmour.

## Biografía
Nacido en Birmingham, Alabama, Leavell es un músico mayormente autodidacta. Comenzó a tocar el piano, aprendiendo algunos conceptos básicos de su madre, Frances Leavell. La familia Leavell se mudó de Birmingham a Montgomery, Alabama, cuando tenía cinco años, luego regresó a Birmingham por unos pocos años, finalmente se estableció en Tuscaloosa, Alabama en 1962. Aprendió a tocar la guitarra de su primo, Winston Leavell, y tocó la tuba durante dos años cuando cursaba la secundaria. Comenzó su primera banda en 1966 bajo el nombre de The Misfitz. La banda consiguió tocar todos los viernes por la noche en el YMCA y eventualmente en el programa de la televisión local de los sábados por la mañana Tuscaloosa Bandstand. Después de la ruptura del Misfitz, Leavell trabajó como músico de sesión, y se encontró con su primer disco de oro, un sencillo de Freddie North llamado "Don't Take Her She's All I've Got". Leavell también buscó a otros músicos locales para tocar e ingresó a The South Camp en 1968. Esa banda incluyó a su mentor, Paul Hornsby, que había tocado en The Hour Glass, una banda precursora de The Allman Brothers Band. En 1969, Hornsby se trasladó a Macon, Georgia. Para trabajar para Capricorn Records como músico de estudio y productor, produciendo artistas como The Charlie Daniels Band, The Marshall Tucker Band, Wet Willie, entre otros. A sugerencia de Hornsby, Leavell viajó a Macon y ayudó a formar Sundown, que grabó un solo álbum para la discográfica Ampex en 1970. La banda se separó poco tiempo después, y Leavell se encontró trabajando como músico de estudio para Capricorn y eventualmente fue contratado para ir de gira con Alex Taylor, el hermano mayor de James Taylor. Leavell grabó un disco con Taylor, Dinnertime, que fue lanzado en 1972 y continuó de gira por un tiempo después. Cuando Taylor tuvo una pelea con su mánager y el fundador de Capricorn, Phil Walden, y dejó de viajar, Leavell se encontró tocando con el Dr. John. Leavell afirma que ésta fue su "educación universitaria". Sin embargo, no pasó mucho tiempo antes de que llamara la atención de Gregg Allman, y fue convocado para tocar en el primer disco solista de Allman, Laid Back, bajo la producción de Johnny Sandlin. Allman y Sandlin presentaron al resto de The Allman Brothers Band a Leavell, y se unió a la banda en septiembre de 1972, cuando decidieron no recrear su sonido con dos guitarras, después de la muerte de Duane Allman, que había muerto el octubre anterior, para utilizar un instrumento diferente como el segundo conductor. Su trabajo más destacado fue el popular álbum Brothers and Sisters, que fue lanzado en 1973. Particularmente en una canción muy instrumental llamada "Jessica". Sin embargo, sólo un álbum más de estudio Win, Lose or Draw, contaría con el trabajo de piano y teclados de Leavell, pero la banda se encontraba en un estado de caos y al borde de la destrucción.

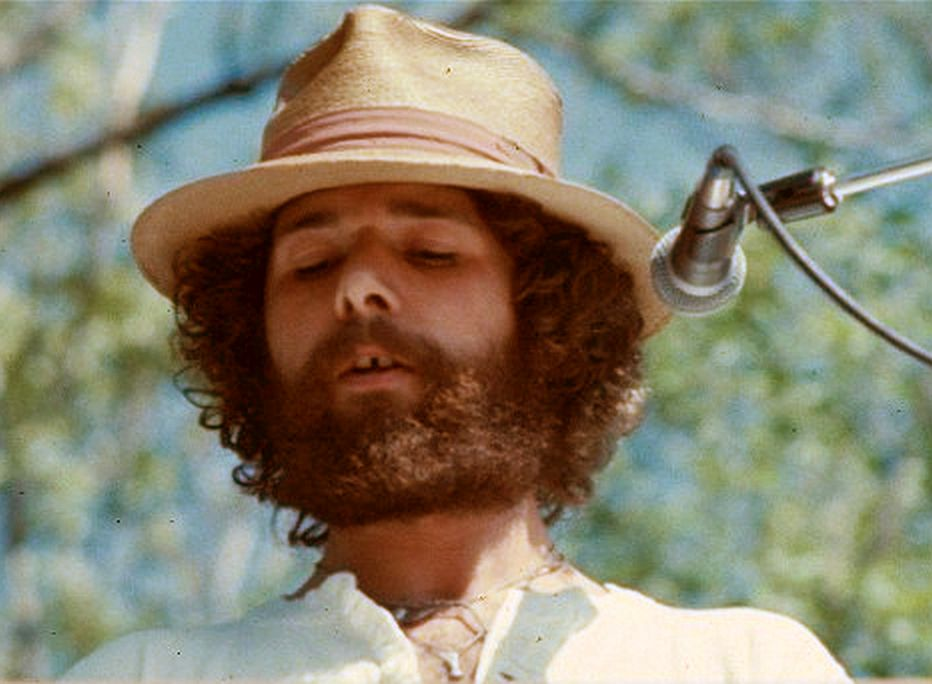
Leavell con Sea Level

El mismo año que se lanzó Brothers and Sisters, Leavell se casó con Rose Lane White, quien trabajaba en el personal de Capricorn Records. Los Allmans giraron mucho apoyados en el álbum, tocando en estadios y rompiendo récords de asistencia en muchos lugares de todo el país. Leavell también participó en un disco en vivo con la banda, Wipe the Windows, Check the Oil, Dollar Gas, así como recopilaciones posteriores, actuaciones en vivo y re-lanzamientos en años posteriores. A mediados de los años setenta, Leavell tocó en el primer disco solsita de Richard (Dickey) Betts, Highway Call. En esa época, realizó múltiples contribuciones en grabaciones de otros artistas de Capricorn Records como Bobby Whitlock, Bonnie Bramlett, The Marshall Tucker Band, Cowboy, entre otras; así como grabaciones fuera de la empresa con Tim Weisberg, Charlie Daniels y otros. Los Allmans se separaron en mayo de 1976. Más tarde la banda se reunió nuevamente pero sin Leavell, ya que él había formado su propia banda, Sea Level a finales de 1976.
Leavell junto con los exmiembros de The Allman Brothers Band, el bajista Lamar Williams y el baterista Jaimoe y el guitarrista Jimmy Nalls; formaron la banda Sea Level, derivado de la primera inicial y el apellido de Leavell. El grupo duró cinco años y lanzó cinco álbumes, cada uno con una configuración de grupo diferente.
Los primeros encuentros de Leavell con The Rolling Stones fueron durante las audiciones en Long View Farm, para ocupar el lugar de pianista junto con Ian Stewart para el American Tour 1981. A pesar de que Ian McLagan fue elegido, Leavell fue invitado al concierto de los Rolling Stones en Atlanta el 26 de octubre de 1981. Para la gira European Tour 1982, Leavell ocupó la posición de tecladista junto a Ian Stewart.
Leavell continuó grabando con los Stones en sus próximos dos álbumes, durante el tiempo en que la banda no estaba de gira. Después de la muerte de Stewart en 1985, Leavell ocupó el puesto del tecladista del grupo él solo, con la excepción de la participación de Matt Clifford en el disco y la gira de Steel Wheels. Ha continuado las giras y las grabaciones con los Stones desde entonces, así como su participación en los proyectos solistas de Mick Jagger y Keith Richards. Durante al gira recaudación récord de los stones A Bigger Bang Tour, se desempeñó como el "director musical" no oficial de la banda, seleccionando la lista de canciones de cada noche junto con Mick Jagger. "Es mi trabajo mantener a Mick, Keith, Charlie y Ronnie felices", dijo Leavell en su página web.
La grabación de estudio más reciente de los Stones fue el álbum Blue & Lonesome de 2016.
Además de su trabajo con los Stones, Leavell ha trabajado con George Harrison, Eric Clapton, Gov't Mule, Train, Tinsley Ellis, The Black Crowes, The Fabulous Thunderbirds, Montgomery Gentry, John Mayer, Miranda Lambert, entre muchos otros tanto en estudio como en giras y sus cinco álbumes solistas.
En 2003, Leavell participó en el experimento musical anual de improvisación conocido como Orquesta Zambiland en Atlanta.
Leavell fue incluido en el Salón de la fama de la música de Georgia en 2004. También es miembro del Salón de la fama de la música de Alabama.
```
En abril de 2007, brindó una entrevista en la radio WOR-AM, Leavell dijo que sus contribuciones favoritas en canciones a lo largo de su carrera son "Jessica" con The Allman Brothers Band, "Old Love" en el 
Unplugged
 de 
Eric Clapton
, 
Out of Tears
 en el álbum 
Voodoo Lounge
 
de The Rolling Stones y en 
Drops of Jupiter
 de 
Train
.
```

En 2011, Leavell participó en el álbum Born and Raised de John Mayer, lanzado en mayo de 2012 y alcanzando el puesto número 1 en el Billboard.
En febrero de 2012, él y los otros miembros de Allman Brothers Band recibieron el Premio Grammy a la carrera artística. Además de su participación en la banda de 1972 a 1976, Leavell realizó dos conciertos con Allman Brothers Band durante la reunión de 1986. Desde 2001, se ha presentado como pianista invitado en más de una docena de conciertos de Allman Brothers Band, incluyendo múltiples espectáculos en el Beacon Theatre de Nueva York.

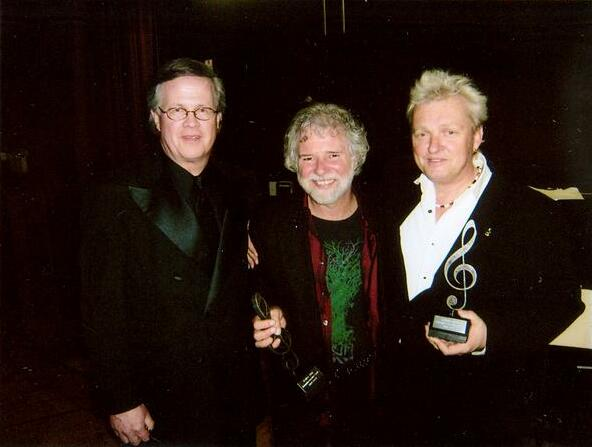
De izquierda a derecha: Ray Reach, Chuck Leavell y Peter Wolf en los premios BAMA 2008 en Birmingham, Alabama.

Leavell disfruta "devolver" a la comunidad de su nacimiento. En 1992, participó de un disco titulado "Mr. President", producido por el notable tecladista y vocalista de jazz de Birmingham, Ray Reach, con el propósito de recaudar dinero para las personas sin hogar en el área de Birmingham. Leavell y otros músicos conocidos de Alabama (incluyendo a Wayne Perkins, Chuck Tilley, Charlie Hayward y Kelley O'Neal) donaron su tiempo para este proyecto.
El 20 de marzo de 2008, Leavell recibió el Premio BAMA (Premio de Música del Área de Birmingham) por sus contribuciones al patrimonio musical de Birmingham, Alabama. La ceremonia de premios BAMA 2008 se llevó a cabo en el Salón de la Fama del Jazz de Alabama (en el histórico Teatro Carver en el Distrito de Derechos Civiles de Birmingham). Leavell tocó en esta ceremonia, acompañado por el Salón de la Fama de Alabama All-Stars dirigido por Ray Reach. Además, en la misma ceremonia, un premio BAMA fue otorgado al tecladista / productor Peter Wolf.
Leavell hace tiempo para involucrarse con otras causas, y en 2008 formó un super grupo para telonear a Chuck Berry en Boston. El concierto recaudó dinero para los artistas que luchaban contra las adicciones. Leavell también participa en la Comisión de Georgia para personas con discapacidad auditiva y personas sordas.
En 2013, Leavell fue nominado para el Premio de Música Blues en la categoría "Pianista Pinetop Perkins". Leavell es el portavoz de Sealevel Systems.

### Agricultor y conservacionista
Además de su carrera musical, Leavell es un agricultor en el condado de Twiggs, en las afueras de Macon, Georgia, una ocupación que comenzó cuando su esposa, Rose Lane Leavell, heredó tierras a principios de los años ochenta. Juntos crearon Charlane Plantation, actualmente un campo de 2500 acres que cultiva árboles y preserva un coto de caza. Los Leavells salieron dos veces como agricultores de árboles de Georgia del año, y fueron seleccionados como los mejores agricultores nacionales del año en 1999. Son fieles partidarios de la silvicultura sutentable, la conservación y la protección del medio ambiente. Chuck escribió su primer libro, Forever Green: The History and Hope of The American Forest en el año 2000. Su autobiografía, Between Rock and a Home Place fue publicada en 2005 y es aclamada como una de las mejores autobiografías de rock jamás publicada. En 2006, Leavell escribió un libro para niños, The Tree Farmer. His most recent book is Growing A Better America: Smart, Strong, Sustainable. El tema es el crecimiento "inteligente". Ha sido llamado uno de los mejores "libros ambientales de sentido común de todos los tiempos".
Leavell fue llamado por el exgobernador de Georgia Sonny Perdue al Consejo de Conservación de Tierras de Georgia en 2008. También ha servido en las Juntas de la Fundación Americana de Bosques, la Fundación de Estados Unidos para Silvicultura y Comunidades y otras organizaciones sin fines de lucro influyentes.También hace viajes frecuentes a Washington D. C. para discutir cuestiones de política forestal y medioambiental con legisladores en ambos lados del pasillo. En febrero de 2012, el mismo mes que recibió el Premio Grammy a la Carrera Artística, recibió un premio Forestal Honorario del Servicio Forestal de los Estados Unidos. Ha declarado que reverencia ambos honores por igual.
Leavell y Joel Babbit son los cofundadores de The Mother Nature Network, sitio web de noticias e información ambiental lanzado en enero de 2009. El sitio ha crecido hasta convertirse en el sitio web medioambiental independiente más visitado del mundo. Leavell se desempeña como Director de Asuntos Ambientales y es miembro del consejo de administración de la compañía. En el mes de mayo, presenta dos series de vídeos en mnn.com: "Love of the Land", en la que discute temas de sostenibilidad y conservación, y "In The Green Room", una serie en la que entrevista a otras celebridades sobre el medio ambiente y su trabajo filantrópico.

## Discografía seleccionada

### Álbumes solistas
- (1996) A Homemade Christmas From Charlane Plantation
- (1998) What's in That Bag?
- (2001) Forever Blue: Solo Piano
- (2005) Southscape
- (2007) Live In Germany-Green Leaves and Blue Notes Tour
- (2012) Back To The Woods: A Tribute To The Pioneers of Blues Piano
- (2018) Chuck Gets Big (with The Frankfurt Radio Big Band)

### Alex Taylor
- (1972) Dinnertime

### Sailcat
- (1972) Sailcat'

### Gregg Allman
- (1973) Laid Back

### The Allman Brothers Band
- (1973) Brothers and Sisters
- (1975) Win, Lose or Draw
- (1976) Wipe the Windows, Check the Oil, Dollar Gas
- (1989) Dreams

### Dickey Betts
- (1974) Highway Call

### Sea Level
- (1977) Sea Level
- (1977) Cats on the Coast
- (1978) On the Edge
- (1979) Long Walk on a Short Pier
- (1980) Ball Room
- (1997) Best of Sea Level

### Duke Jupiter
- (1978) Sweet Cheeks

### The Rolling Stones
- (1983) Undercover
- (1986) Dirty Work
- (1989) Steel Wheels
- (1991) Flashpoint
- (1994) Voodoo Lounge
- (1995) Stripped
- (1998) No Security
- (2004) Live Licks
- (2005) A Bigger Bang
- (2008) Shine a Light
- (2013) Hyde Park Live
- (2016) Blue & Lonesome

### The Black Crowes
- (1990) Shake Your Money Maker

### Eric Clapton
- (1991) 24 Nights
- (1992) Unplugged

### Gov't Mule
- (1998) Live... With a Little Help from Our Friends

### Train
- (2001) Drops of Jupiter

### John Mayer
- (2012) Born and Raised

### David Gilmour
- (2017) Live at Pompeii